# Skander Cheikh
Skander Cheikh, né le 8 janvier 1987 à Menzel Bouzelfa, est un footballeur tunisien évoluant au poste de milieu de terrain à l'Étoile sportive de Métlaoui.

## Biographie
Il signe sa première licence en 1998 dans la catégorie écoles du Club sportif de Menzel Bouzelfa, avant d'être transféré en juillet 2001 à l'Espérance sportive de Tunis. Le 1er juillet 2010, il signe un contrat d'un an avec la Jeunesse sportive kairouanaise après avoir évolué à l'Espérance sportive de Tunis.
En décembre 2011, il signe un contrat de deux ans et demi avec le Club africain.

## Palmarès
- Ligue des champions arabe : 2009
- Coupe nord-africaine des vainqueurs de coupe : 2008
- Championnat de Tunisie de football : 2009, 2010